# Rossz lány
A Rossz lány egy 1931-es Frank Borzage által rendezett amerikai filmdráma. A filmet három Oscar-díjra jelölték, melyből kettőt meg is nyert. Köztük a legjobb rendezőit, amely Borzage második aranyszobra volt A hetedik mennyország után.

## Szereposztás
| Színész       | Karakter      |
| ------------- | ------------- |
| James Dunn    | Eddie Collins |
| Sally Eilers  | Dorothy Haley |
| Minna Gombell | Edna Driggs   |

## Oscar-díj
- Oscar-díj (1932)
  - díj: legjobb rendező – Frank Borzage
  - díj: legjobb forgatókönyv – Edwin J. Burke
  - jelölés: legjobb film – Fox Film Corporation

## Fordítás
Ez a szócikk részben vagy egészben  a   Bad_Girl című angol Wikipédia-szócikk fordításán alapul.  Az eredeti cikk szerkesztőit annak laptörténete sorolja fel. Ez a jelzés csupán a megfogalmazás eredetét és a szerzői jogokat jelzi, nem szolgál a cikkben szereplő információk forrásmegjelöléseként.